# Thais Barbosa
Thais David Barbosa est une ancienne joueuse brésilienne de volley-ball née le 3 février 1980 à Inhumas. Elle mesure 1,79 m et jouait au poste de réceptionneuse-attaquante. Elle a totalisé 8 sélections en équipe du Brésil. 

## Clubs
| Club                       | De        | À         |
| -------------------------- | --------- | --------- |
| Estrela do Oeste Clube     | 1996-1997 | 1997-1998 |
| Grêmio de Vôlei Osasco     | 1998-1999 | 1998-1999 |
| Macaé Sports               | 1999-2000 | 1999-2000 |
| Rio de Janeiro Volêi Clube | 2000-2001 | 2000-2001 |
| Pallavolo Fabriano         | oct 2001  | nov 2001  |
| São Caetano                | 2003-2004 | 2003-2004 |
| AD Brusque                 | 2004-2005 | 2005-2006 |
| Minas Tênis Clube          | 2006-2007 | 2007-2008 |
| São Caetano                | 2008-2009 | 2008-2009 |
| Grêmio de Vôlei Osasco     | 2009-2010 | 2010-2011 |
| Polisportiva Antares       | 2011-2012 | 2011-2012 |
| Minas Tênis Clube          | 2012-2013 | 2012-2013 |
| GR Barueri                 | 2013-2014 | 2013-2014 |

## Palmarès

### Équipe nationale
- Championnat du monde des moins de 18 ans
  - Vainqueur : 1997.
- Championnat d'Amérique du Sud  des moins de 18 ans
  - Vainqueur : 1998.
- Championnat du monde des moins de 20 ans
  - Finaliste : 1999.

### Clubs
- Championnat du Brésil
  - Vainqueur : 2010.
  - Finaliste : 2011.
- Coupe du Brésil
  - Finaliste : 2008.
- Championnat du monde des clubs
  - Finaliste : 2010.
- Championnat sud-américain des clubs
  - Vainqueur : 2009, 2010.

### Distinctions individuelles
- Championnat du monde féminin de volley-ball des moins de 18 ans 1997: Meilleure serveuse.
- Championnat sud-américain des clubs de volley-ball féminin 2010: Meilleure défenseur.